# Fortifications de Londres
L'histoire des fortifications de Londres remonte à la période romaine, autour de Londinium (à l'emplacement de la City) jusqu'au XXe siècle. Elles sont aujourd'hui devenues des attractions touristiques.

## Chronologie

### Période romaine

L'enceinte romaine vers 400.

Le premier mur de défense de Londres a été construit par les Romains vers l'an 200 de notre ère, 80 ans après la construction du fort de la ville et 150 ans après la fondation de Londinium. Les murs nord et ouest du fort sont également épaissis et doublés en hauteur pour faire partie du nouveau mur de la ville.
Le mur de Londres est resté activement utilisé comme fortification pendant plus de 1 000 ans, défendant Londres contre les raids saxons en 457 et survivant jusqu'à l'époque médiévale. Il y avait six entrées principales à travers le mur de la ville, cinq construites par les Romains à différentes époques de leur occupation de Londres.
Celles-ci allaient dans le sens des aiguilles d’une montre de Ludgate à l’ouest à Aldgate à l’est : Ludgate, Newgate, Aldersgate, Cripplegate, Bishopsgate et Aldgate. Un septième, Moorgate, a été ajouté à l'époque médiévale entre Cripplegate et Bishopsgate

### Moyen Âge

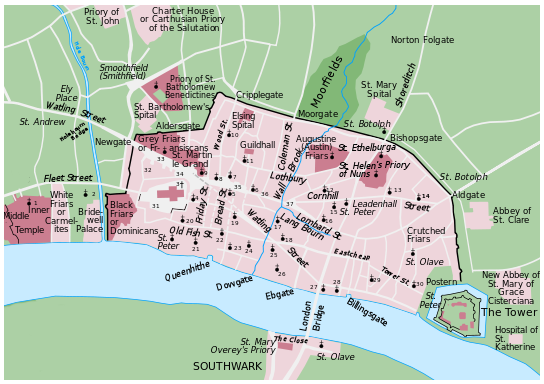
L'enceinte de la City vers 1300.

Après la conquête normande en 1066, les fortifications de la ville ont été ajoutées, tant pour protéger les Normands des habitants de la ville de Londres que pour protéger Londres des envahisseurs extérieurs. Le roi William fit construire deux fortifications :
- La Tour Blanche, la première partie de la Tour de Londres à être construite, a été construite en 1078 à l'est de la ville, entre Aldgate et la Tamise ; et le château de Baynard, au sud-ouest, près de la flotte fluviale.
- Une troisième fortification, le château de Montfichet, a été construite au nord-ouest par Gilbert de Monfichet, natif de Rouen et parent de William’s.

Au cours de la période médiévale, les murs ont été réaménagés avec l’ajout de créneaux, de nouvelles portes et de bastions.

#### London Bridge

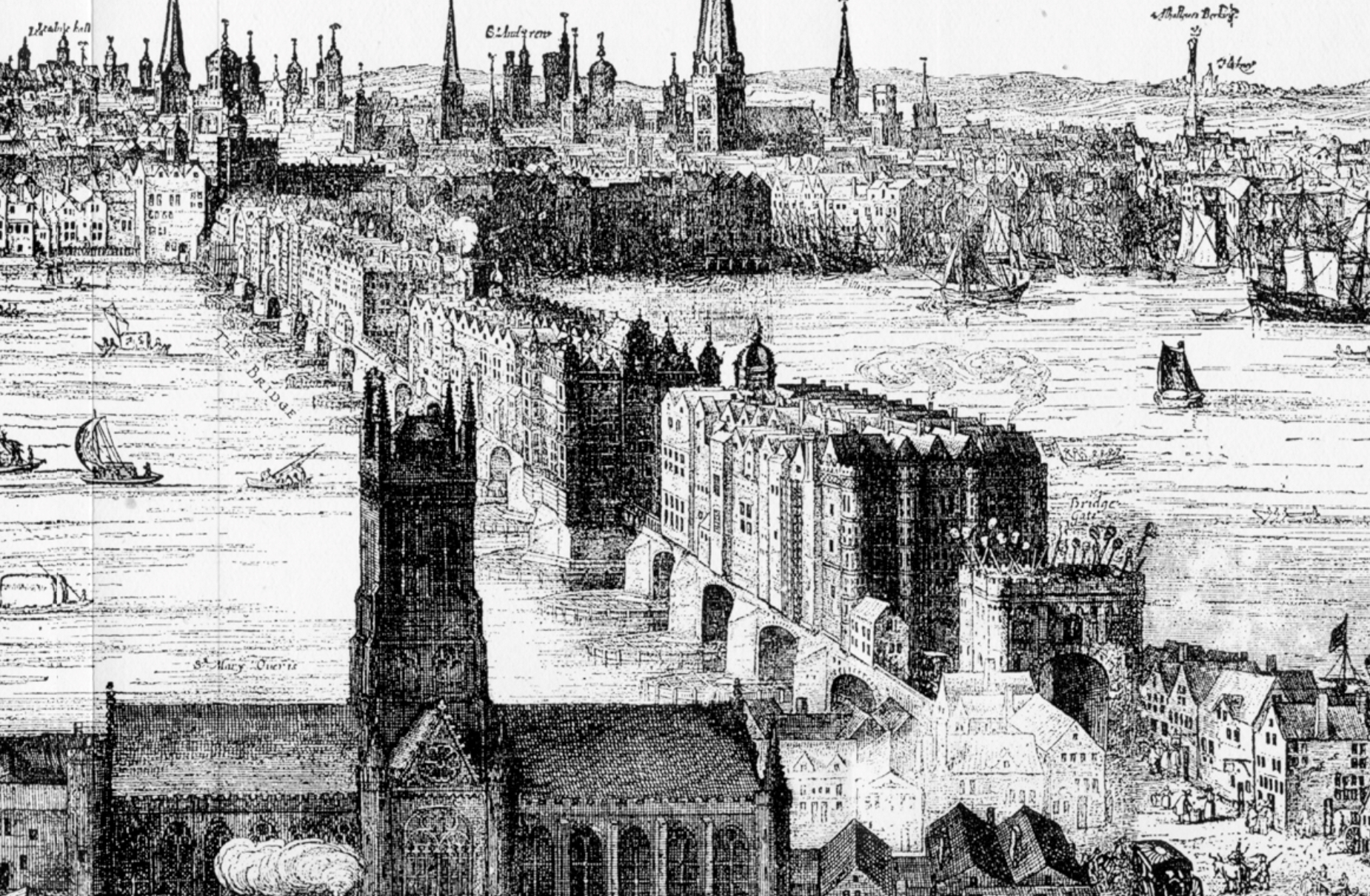
Gravure de Claes Van Visscher représentant l'ancien pont de Londres vue de la rive sud en 1616.

Le vieux pont de Londres était lui-même fortifiée contre les attaques. L’extrémité du pont à Southwark était défendue par la Grande Porte de Pierre, qui a probablement été achevée avec le reste du pont en 1209 et a été construite sur le troisième pilier de la rive. En janvier 1437, la guérite entière s'effondra dans la Tamise, mais fut reconstruite de 1465 à 1466. Une deuxième ligne de défense était assurée par un pont-levis qui enjambait les septième et huitième piliers. D'abord mentionné en 1257, il était probablement soutenu par une tour en bois au début, mais celle-ci a été remplacée par une porte en pierre entre 1426 et 1428, connue sous le nom de Drawbridge Gate ou New Stone Gate. Le pont-levis remplissait une double fonction; premièrement, il pourrait constituer une barrière infranchissable à toute force venant du sud et, deuxièmement, tout en permettant aux navires de commerce de passer en amont du quai de Queenhithe, il pourrait empêcher les navires ennemis d’attaquer par l’arrière. Le pont-levis a été démoli en 1577. Bien que la grande porte de pierre ait été démolie et reconstruite en 1727, elle avait peu de fonctions militaires et fut complètement démolie en 1760.

### XVIIesiècle
Au XVIIe siècle furent rajoutées les lignes de communication (Lines of Communication) durant la Première révolution anglaise, commandées par le Parlement et construites autour de Londres entre 1642 et 1643 pour protéger la capitale des attaques des armées royalistes de Charles I. En 1647, la menace royaliste avait disparu et le Parlement les avait fait démolir.

### XIXesiècle
Dans les années 1880, de nouvelles positions de défense de Londres furent mis en place pour protéger Londres contre une invasion étrangère débarquant sur la côte sud. La ligne à défendre était soutenue par treize petits forts ou redoutes permanents appelés centres de mobilisation de Londres, équipés de tous les magasins et munitions dont auraient besoin les troupes chargées de creuser et de gérer les positions. Les centres ont été construits sur un tronçon de 113 km des North Downs, de Guildford à la vallée Darenth, et de l'autre côté de la Tamise, à North Weald, dans l'Essex. Rapidement considérées comme obsolètes, elles ont toutes été vendues en 1907, à l'exception du Fort Halstead, qui est maintenant le département de recherche sur les explosifs du ministère de la Défense.

### Première Guerre mondiale
Pendant la Première Guerre mondiale, une partie du système des positions de défense de Londres du XIXe siècle a été ressuscitée pour former une ligne d'arrêt en cas d'invasion allemande. Au nord de la Tamise, la ligne a été prolongée jusqu'à la rivière Lea à Broxbourne et au sud de la Tamise, elle a été étendue à Halling, dans le Kent, reliant ainsi les défenses de Chatham.

### Seconde Guerre mondiale

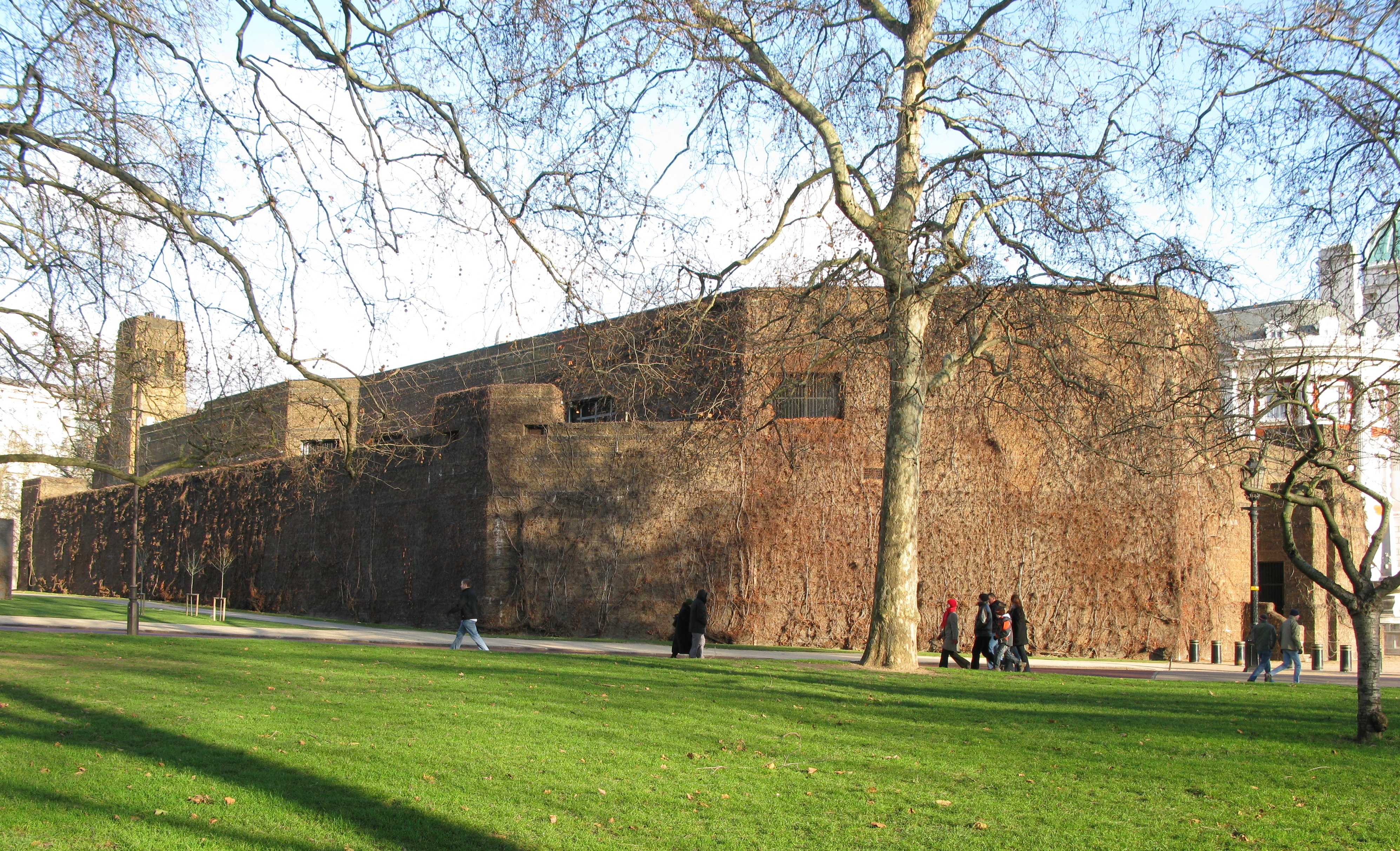
L'Admiralty Citadel en 2008.

D'autres préparatifs ont été faits pour la défense de Londres pendant la Seconde Guerre mondiale avec une menace d'invasion en 1940. Ils consistaient notamment à construire des abris et des fortifications contre les attaques aériennes dans la ville elle-même et à préparer des positions de défense en dehors de la ville pour prévenir une éventuelle attaque terrestre. GHQ Line était la plus longue et la plus importante des lignes d’arrêt antichars, elle était placée pour protéger Londres et le cœur industriel de l’Angleterre. La ligne GHQ est située à l'est de la région de Bristol, en grande partie le long des canaux Kennet et Avon; il tourna vers le sud à Reading et enveloppa Londres en passant juste au sud d’Aldershot et de Guildford; et ensuite dirigé au nord par Essex et vers Édimbourg. À l'intérieur de la ligne GHQ, il y avait des anneaux complets de défense, les anneaux de défense extérieur (ligne A), central (ligne B) et intérieur (ligne C) de Londres.
Dans la ville, le Churchill War Rooms et la citadelle de l'Amirauté ont été construits pour protéger les centres de commandement et de contrôle, et une série d'abris en profondeur ont été préparés pour servir de refuge à la population en général contre les bombardements. En juin 1940, sous la direction du général Edmund Ironside, des anneaux concentriques de défenses antichars et de piluliers sont construits: London Inner Keep, London Stop Line Inner (ligne C), London Stop Line Central (ligne B) et London Stop Line Outer (Ligne A). [3] Des semaines plus tard, le successeur d'Ironside, le général Alan Brooke [4], qui prenait la succession d'Ironside, plaida pour une guerre mobile avant la défense statique.

### FinXXesiècleetXXIesiècle
À partir des années 1980, Londres est devenue une cible terroriste majeure, durant les Troubles nord-irlandais par l’IRA et plus récemment par des extrémistes musulmans dont le 7 juillet 2005 marqua le summum. 
À la fin des années 1980, l'IRA a planifié une campagne visant à perturber la ville de Londres. Deux camions piégés ont explosé dans la ville de Londres: l'attentat du Baltic Exchange du 10 avril 1992 et un peu plus d'un an plus tard, l'attentat de Bishopsgate. La ville de Londres a réagi en modifiant la configuration des routes d’accès à la ville et en mettant en place des postes de contrôle permettant de contrôler la présence de la menace lorsque le niveau de menace le justifie; ces mesures sont appelées l'Anneau d'Acier (Ring of Steel), un nom tiré des systèmes de défense qui, à cette époque, entouraient le centre de Belfast.